# Miranda (cantora)
Sandra Miranda García, mais conhecida como Miranda (Paris, 24 de janeiro de 1976), é uma cantora e dançarina franco-espanhola. Apesar de seu pequeno período na carreira artística, conseguiu repercussão internacional com a canção "Vamos a la playa", em 1999.

## Discografia

### Álbuns
- Fiesta (1999)

### Canções
- "Vamos a la playa" (1999)
- "Eldorado" (2000)
- "A la fiesta" (2000)
- "Bamba!" (2001)